# Matilda-effect
Bij het Matilda-effect worden de prestaties van vrouwelijke wetenschappers onterecht toegeschreven aan hun mannelijke collega’s. Het verschijnsel werd voor het eerst beschreven door Matilda Joslyn Gage (1826-1898) in haar essay 'Woman as Inventor'. Dit essay werd gepubliceerd als traktaat in 1870 en in de North American Review in 1883. De term "Matilda-effect" werd in 1993 geïntroduceerd door wetenschapshistoricus Margaret W. Rossiter.

## Mattheuseffect
Het Matilda-effect wordt vergeleken met het Mattheuseffect. Een voorbeeld hiervan is namelijk dat een vooraanstaande wetenschapper meer geëerd wordt dan een onbekende onderzoeker, zelfs als beiden samenwerkten of eenzelfde onderzoek deden.

## Voorbeelden van het Matilda-effect
Enkele historische voorbeelden van het Matilda-effect zijn:
- Trotula (Trota van Salerno, 12e eeuw) – Italiaanse arts, auteur van werken die na haar dood werden toegeschreven aan mannelijke auteurs. De afkeer tegenover vrouwen als leraar en genezer leidde tot het ontkennen van haar bestaan. In het begin werd haar werk toegeschreven aan haar man en zoon, wat er toe leidde dat na verloop van tijd een monnik haar naam verwarde voor die van een man. Ze wordt niet genoemd in het "Dictionary of Scientific Biography".[4]
- Nettie Stevens (1861–1912), ontdekker van het XY-systeem voor geslachtsbepaling. Haar cruciale studies naar meelwormen onthulden voor het eerst dat het geslacht van een organisme wordt bepaald door zijn chromosomen in plaats van door omgevings- of andere factoren. Stevens heeft de overgang van de wetenschappelijke gemeenschap naar deze nieuwe onderzoekslijn: chromosomale geslachtsbepaling sterk beïnvloed.[5] Thomas Hunt Morgan, destijds een vooraanstaand geneticus, wordt over het algemeen echter gecrediteerd met deze ontdekking.[6] Ondanks haar uitgebreide werk op het gebied van genetica, worden de bijdragen van Stevens aan Morgan's werk vaak buiten beschouwing gelaten.[7]
- Mary Whiton Calkins (1863–1930) – Harvard-Universiteit ontdekte dat stimuli die gepaard gingen met andere levendige stimuli gemakkelijker zouden worden teruggeroepen. Ze ontdekte ook dat de duur van de blootstelling leidde tot een betere herinnering. Deze bevindingen, samen met haar gepaarde-associatie methode, zouden later worden gebruikt door Georg Elias Müller en Edward B. Titchener, zonder Calkins te erkennen.
- Gerty Cori (1896–1957), Nobelprijswinnaar biochemicus, werkte jarenlang als assistent van haar echtgenoot, ondanks het feit dat zij dezelfde kwalificaties had als hij voor een professoriële functie.
- Rosalind Franklin (1920–58) – nu erkend als een belangrijke bijdrage aan de ontdekking van de DNA-structuur in 1953. Ten tijde van de ontdekking door Francis Crick en James Watson, waarvoor de twee mannen in 1962 een Nobelprijs ontvingen, werd haar werk niet correct gecrediteerd (hoewel Watson het cruciale belang van haar bijdrage beschreef in zijn boek The Double Helix uit 1968).
- Marthe Gautier (geboren in 1925) – nu erkend voor haar belangrijke rol bij de ontdekking van de chromosomale afwijking die het syndroom van Down veroorzaakt, een ontdekking die eerder uitsluitend werd toegeschreven aan Jérôme Lejeune.
- Marian Diamond (geboren in 1926), werkzaam aan de Universiteit van Californië, Berkeley, ontdekte experimenteel het fenomeen van hersenplasticiteit, dat in strijd was met eerder neurologisch dogma. Toen haar baanbrekende publicatie uit 1964[8] op het punt stond te worden gepubliceerd, ontdekte ze dat de namen van haar twee secundaire co-auteurs, David Krech en Mark Rosenzweig, vóór haar naam waren geplaatst (die bovendien tussen haakjes was geplaatst). Ze protesteerde dat ze het essentiële werk had gedaan dat in de krant werd beschreven, en haar naam werd vervolgens op de eerste plaats gezet (zonder haakjes). Het incident wordt beschreven in een documentaire van 2016, My Love Affair with the Brain: The Life and Science van Dr. Marian Diamond.[9]
- Harriet Zuckerman (1937) – als gevolg van het Matilda-effect werd Zuckerman ook gecrediteerd door echtgenoot Robert K. Merton als co-auteur van het concept van het Matthew-effect.[10]
- Programmeurs van ENIAC (gewijd 1946) – verschillende vrouwen hebben substantiële bijdragen aan het project geleverd, waaronder Adele Goldstine, Kay McNulty, Betty Jennings, Betty Snyder, Marlyn Wescoff, Fran Bilas en Ruth Lichterman, maar geschiedenissen van ENIAC hebben deze bijdragen meestal niet behandeld en hebben zich soms gericht op hardwareprestaties in plaats van softwareprestaties.[11]
- Ben Barres (1954–2017; een neurobioloog aan de Stanford University Medical School en transgender man) had voor zijn transitie ook te maken met het Matilda-effect; zijn wetenschappelijke prestaties werden ofwel toegeschreven aan mannen ofwel niet hoog gewaardeerd. Na de transitie werden ze aan hemzelf toegeschreven en wel hoog gewaardeerd. Zijn wetenschappelijke prestaties werden anders waargenomen, afhankelijk van welke sekse men op dat moment aan hem toeschreef.[12]
- Rosemary Fowler (geboortenaam Brown, geboren in 1926), een Britse onderzoeker in de fysica die in 1948, toe ze 22 jaar oud was, tijdens haar doctoraal onderzoek het subatomaire deeltje kaon (oftewel K-meson) ontdekte. Ze rondde haar promotie niet af; ze trouwde met collega Peter Fowler en het echtpaar besloot om pragmatische redenen dat zij zou stoppen met haar baan en zijn werk vanuit huis zou steunen. Haar wetenschappelijke promotie-begeleider Cecil Powell kreeg in 1950 de Nobelprijs voor Natuurkunde voor deze ontdekkingen. In juli 2024 werd aan Fowler op 98-jarige leeftijd een eredoctoraat toegekend door de Universiteit van Bristol. De plechtige overhandiging werd gedaan door Sir Paul Nurse, hoofd van die universiteit, die zei dat er te weinig erkenning was geweest voor het baanbrekende werk van Fowler.[13][14][15][16][17]